# Robert Moffat
Robert Moffat (21. prosince 1795 – 9. srpna 1883) byl skotský kongregacionalistický misionář v Africe a tchán Davida Livingstona.

## Život
Moffat se narodil chudému manželskému páru ve skotské vesnici Ormiston, ležící ve správní oblasti Jižní Lothian. Aby našel zaměstnání, přestěhoval se na jih do anglického hrabství Cheshire, kde začal pracovat jako zahradník. Roku 1814, kdy byl zaměstnán ve vesnici High Legh v Cheshire, měl problémy se svým zaměstnavatelem kvůli své inklinaci k metodismu. Poté, co se úspěšně přihlásil do Londýnské misionářské společnosti (LMS), aby se mohl stát zámořským misionářem, přijal Moffat na krátkou dobu prozatímní práci zemědělce na Plantation Farm v Dukinfieldu (kde se setkal se svojí budoucí ženou). V září roku 1816 byl formálně ustanoven misionářem LMS v metodistické a kongregační kapli Surrey Chapel v Londýně (stejného dne jako John Williams), a byl vyslán do jižní Afriky. Jeho snoubenka Mary Smithová (1795-1870) se k němu připojila o tři roky později, poté, co se Robert vrátil do Kapského Města z Namaqualandu v Namibii (kde obrátil ke křesťanství náčelníka místních Afrikánců), a aktivně svému manželovi pomáhala v další misionářské práci.
V roce 1820 odešli Moffat a jeho žena z Kapského Města do města Griquatown, kde se jim narodila dcera Mary (která si později vzala Davida Livingstona). Později se rodina usadila v Kurumanu, západně od řeky Vaal, mezi Tswanskými kmeny. Zde Moffatovi žili a zapáleně pracovali pro misii až do roku 1870, kdy se vrátili zpět do Británie. Během tohoto období podnikal Robert Moffat četné misijní cesty do okolních oblastí, při nichž se dostal na sever až k území národů Matabele. Zprávy o výsledcích těchto cest zasílal Královské geografické společnosti, která je vydávala ve svých sbornících (Journal 25 -38 a Proceedings ii). Za svého pobytu v Británii (1839-1843) vydali Moffatovi knihu, v níž líčí rodinné zážitky z Afriky - Missionary Labours and Scenes in South Africa (1842). Moffat také přeložil celou Bibli a Poutníkovu cestu od Johna Bunyana do Tswanštiny.
Kromě zahradničení a farmaření v mladých letech se Moffat během života také naučil jak být spisovatelem, stavitelem, tesařem, tiskařem a kovářem. Po svém návratu do Anglie byl oceněn částkou 5000 liber.
Robert a Mary Moffatovi měli deset dětí: Mary (která si vzala D. Livingstonea), Ann, Roberta (zemřel krátce po narození), Roberta, Helen, Elizabeth (také zemřela krátce po narození), Jamese, Johna, Elizabeth a Jean. Jejich syn John Smith Moffat se také stal misionářem LMS a převzal misii v Kurumanu, dokud později nevstoupil do koloniální služby. Jejich vnuk (Johnův syn) Howard Unwin Moffat se stal ministerským předsedou Jižní Rhodesie.
Robert Moffat zemřel ve vesnici Leigh poblíž města Tunbridge Wells v hrabství Kent dne 9. srpna 1883; je pohřben na londýnském hřbitově West Norwood Cemetery.

## Odkaz Roberta Moffata
Obyvatelé vesnice High Legh organizují vzpomínkový běh Roberta Moffata, dlouhý 10 km, který začíná a končí u jeho chalupy.
Jeho tiskařská práce v Kurumanu byla podpořena železným tiskařským lisem. Ten byl dovezen do Kapského Města roku 1825 a převezen do města Kuruman v roce 1831. Moffat jej používal až do roku 1870, kdy odešel do důchodu. Po něm tuto práci převzali William Aston a A. J. Gould, kteří lis používali až do roku 1882. V roce 1918 byl tento stroj přemístěn do knihovny Kimberly Public Library, kde zůstal až do roku 1996, kdy byl vrácen Misii Roberta Moffata v Kurumanu. Zde je i nyní občasně používán k tisku pamětních dokumentů.